# Turoszów Kopalnia (stacja kolejowa)
Turoszów Kopalnia – nieczynny przystanek kolejowy w Bogatyni, w województwie dolnośląskim.